# カルロ・ベルガミーニ級フリゲート (初代)
カルロ・ベルガミーニ級フリゲート（イタリア語: fregate della Classe Carlo Bergamini）は、イタリア海軍が運用していたフリゲートの艦級。新造当時、1,650満載排水トンの小艦ながらヘリコプターの運用能力を備えていることから注目を集めた。

## 来歴
本級は、イタリア戦後第2世代のフリゲートである。計画当初は2型高速コルベット（Corvette Veloci Tipo 2）とされていたが、対潜戦能力を考慮して、まもなくフリゲートに類別変更された。1956年6月、まず後半計画分2隻が第二次五カ年計画に盛り込まれ、11月には前半分2隻も追加された。ただしネームシップの計画は、財政上の問題から、1959年に一時棚上げされた。

## 設計
船型としては中央船楼型を採用した。煙突はマック構造とされている。主機としては、1・4番艦はトシ社、2・3番艦はフィアット社製のディーゼルエンジンを搭載しているが、このために最大速力は制約を受けることになった。
当初の設計では、艦首・艦尾甲板および船楼甲板前端に62口径76mm単装砲（MMIアラーガト）を、艦尾甲板前方に56口径40mm連装機銃を、また32番砲の後方両舷にメノン 305mm対潜迫撃砲を配置する計画であった。しかし1958年、イタリア海軍は、76mm口径以上でなければ対空砲火力として期待し得ないとの結論に達したことから、40mm連装機銃は撤去され、対潜迫撃砲のうち1門がこちらに移設された。続いて1960年、この対潜迫撃砲とバーターに、ヘリコプター運用設備の搭載が決定された。またソナーも、当初計画のAN/SQS-11（25.5 kHz級）から、より低周波のAN/SQS-40（10 kHz級）に変更された。
対空レーダーとしては、マック上にAN/SPS-12が搭載された。また高角砲としては、当初計画どおりに62口径76mm単装砲（MMIアラーガト）を3基搭載しており、これと組み合わされる砲射撃指揮装置としてはRTN-7X（後にRTN-10X）を火器管制レーダーとするOG-3を艦橋上に搭載した。対水上打撃力として、当初は533mm径の3連装魚雷発射管を搭載していたが、後に対潜用の3連装短魚雷発射管2基に換装された。
本級でのヘリコプター搭載は、第二次世界大戦末期に登場した水中高速型潜水艦に対応するための施策であったが、本級のように小型の艦でヘリコプターを運用するのは前例がなく、格納庫を入れ子式とするなど、航空艤装は極力コンパクトにまとめられ、また安定化のためフィンスタビライザーも搭載された。艦載ヘリコプターとしては、当初は小型のアグスタ-ベル47-J3が用いられていたが、のちに中型・単発のアグスタ-ベル 204AS、これを双発化したアグスタ-ベル 212ASWと順次に更新された。これに伴い、1968年から1971年にかけて、33番砲を撤去するなどして航空艤装を拡大する改修工事が行われた。

## 同型艦
| #    | 艦名                                      | 起工           | 進水           | 竣工            | 除籍            |
| ---- | ----------------------------------------- | -------------- | -------------- | --------------- | --------------- |
| F593 | カルロ・ベルガミーニ Carlo Bergamini      | 1959年 7月19日 | 1960年 6月16日 | 1962年 6月23日  | 1981年 11月     |
| F594 | ヴィルジリオ・ファザン Virginio Fasan     | 1960年 3月6日  | 1960年 10月9日 | 1962年 10月10日 | 1988年 12月7日  |
| F595 | カルロ・マルゴッティーニ Carlo Margottini | 1957年 5月26日 | 1960年 6月12日 | 1962年 5月5日   | 1988年 5月31日  |
| F596 | ルイージ・リッツオ Luigi Rizzo            | 1957年 5月26日 | 1960年 3月6日  | 1961年 12月15日 | 1980年 11月30日 |